# Kai Korte
Kai Valter Korte, född 23 oktober 1922 i Tavastehus, död 10 december 1992 i Helsingfors, var en finländsk ämbetsman. Han ingick 1950 äktenskap med Salme Sarajas-Korte.
Korte blev student 1940, avlade högre rättsexamen 1947 samt blev vicehäradshövding 1950 och juris licentiat 1961. Han var 1951–1955 ombudsman för Finlands juristförbund och Akava samt blev sistnämnda år tjänsteman vid justitieministeriet, där han tjänstgjorde som kanslichef från 1971 till 1982, då han utnämndes till justitiekansler. På denna post inledde den färgstarke Korte en kampanj mot korruptionen, vilken dock genomfördes så bryskt att den väckte opposition bland annat  hos landets högsta politiska ledning. Han avgick 1986. Han utgav memoarboken Ministerit tulivat ja menivät (1992).